# Puerto infrarrojo

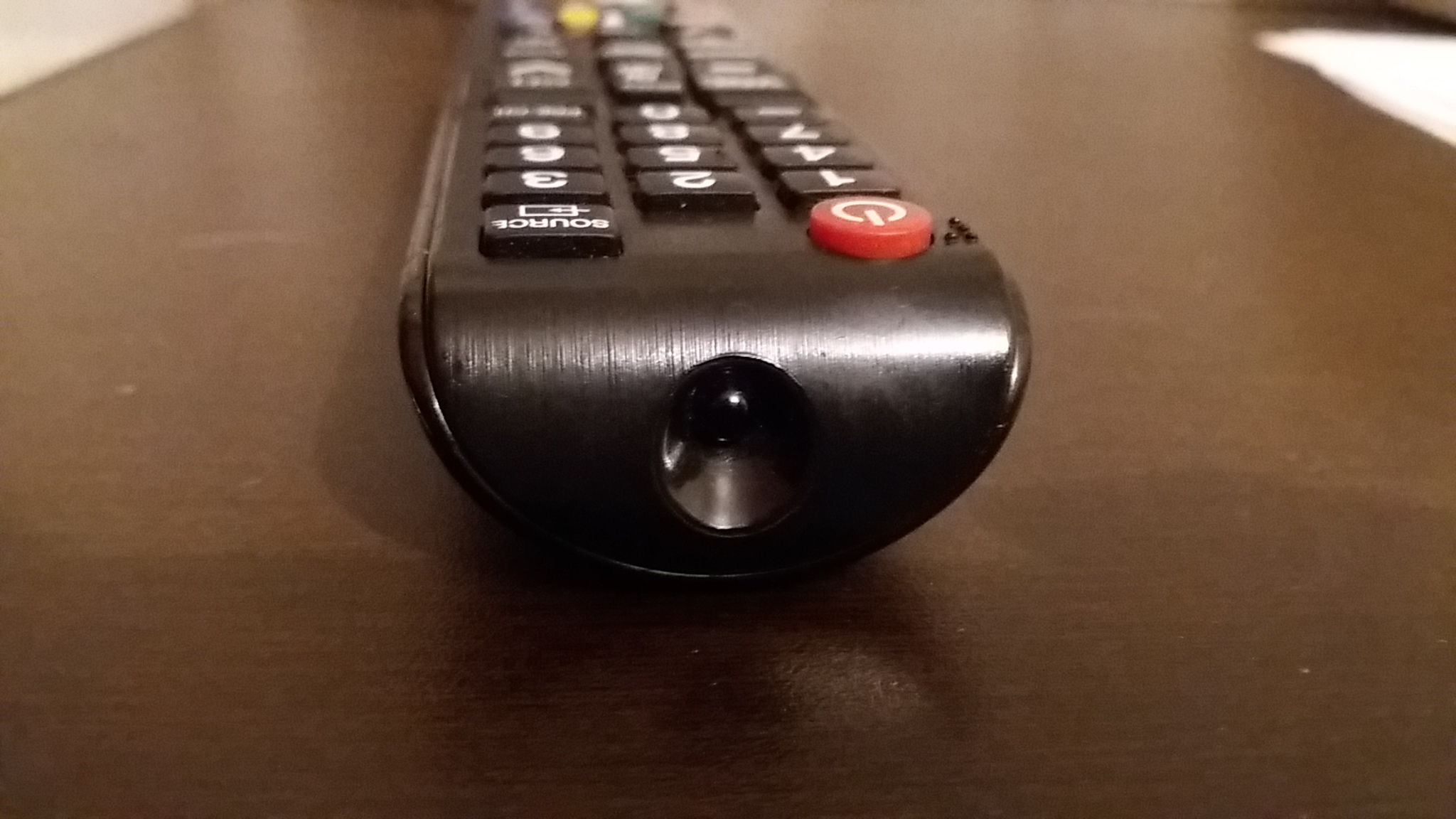
Puerto infrarrojo de un control remoto Samsung

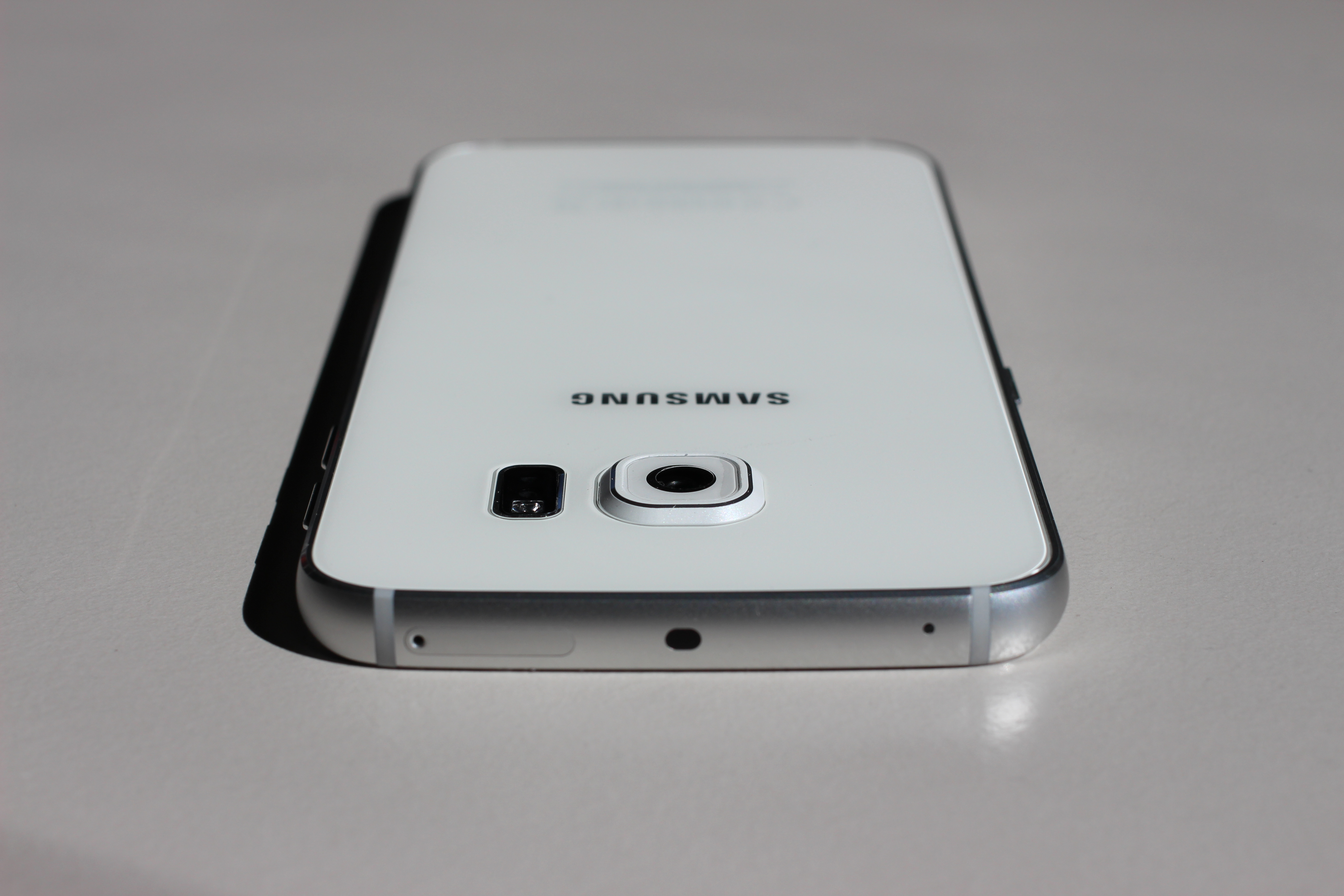
Puerto infrarrojo de un Samsung Galaxy S6

El puerto infrarrojo (del inglés IR Blaster) es un transmisor de luz infrarroja que envía luz a receptores de infrarrojo al igual que un control remoto (el puerto infrarrojo es el componente primario de un control remoto). Este componente no sólo es usado en controles remotos, sino también en dispositivos que pueden ser usados como control remoto universal, por ejemplo: Algunos teléfonos inteligentes, tabletas o en su rara ocasión los smartwatches.

## Control remoto en teléfonos inteligentes
El primer teléfono inteligente en tener un puerto infrarrojo fue Nokia N95 en 2007. 
En el año 2013 varios fabricantes comenzaron a implementar el puerto infrarrojo en sus teléfonos inteligentes Android, pese a que la distancia era menor que el de un control remoto estándar, estos teléfonos inteligentes pueden controlar cualquier televisión, reproductor multimedia o aire acondicionado del mundo.
En el año 2014, ha mejorado la distancia del puerto infrarrojo en teléfonos inteligentes para alcanzar la misma distancia que los controles remotos estándar.
Los teléfonos inteligentes con control remoto universal están abajo (Lista de dispositivos con puerto infrarrojo).

### Televisiones públicas desprotegidas
Este transmisor de luz infrarroja también tiene sus inconvenientes, en lugares como restaurantes, bares o centros comerciales, las televisiones están desprotegidas de estos controles remotos universales, lo cual puede permitir al usuario apagar, encender, cambiar canal, volumen e incluso en el peor caso poner un código PIN.
Aunque este no sea un problema común, puede ser demasiado peligroso si no se bloquea la luz infrarroja de los receptores.